# Andorra nos Jogos Olímpicos de Verão de 2016
Andorra participou dos Jogos Olímpicos de Verão de 2016, que foram realizados na cidade do Rio de Janeiro, no Brasil, entre os dias 5 e 21 de agosto de 2016.

## Natação
| Atleta         | Prova       | Eliminatórias | Eliminatórias | Semifinal | Semifinal | Final       | Final       |
| Atleta         | Prova       | Tempo         | Pos.          | Tempo     | Pos.      | Tempo       | Pos.        |
| -------------- | ----------- | ------------- | ------------- | --------- | --------- | ----------- | ----------- |
| Pol Arias      | 400 m livre | 4:21,16       | 49º           | —         | —         | Não avançou | Não avançou |
| Mónica Ramírez | 100 m livre |               |               |           |           |             |             |